# 주택조합
[주택법]에 따른 주택조합은 무주택의 서민들이 주택(주로 아파트)을 마련하기 위하여 자율적으로 조직한 단체이다. 종류에는 대한민국 시•도 단위의 당해지역 주민이 구성하는 지역주택조합, 같은 직장의 근로자들이 구성하는 직장주택조합, 공동주택의 소유자가 그 주택을 리모델링하기 위해 주택의 소유자들이 구성하는 리모델링주택조합 이 있다.
그에 반해, 많은 이들이 익히 알고 있는 재건축조합의 경우 [도시 및 주거환경정비법]상의 정비사업조합의 한 종류고, 이는 [주택법]에서 정하는 주택조합이 아니다. 재건축조합은 절차상 조합설립 인가 이전에 [국토의 계획 및 이용에 관한 법률]에 따른 도시•군 관리계획의 내용으로 도시 및 주거환경정비사업의 결정 및 고시, [도시 및 주거환경정비법]에서 정하는 정비사업 지정권자(특별시장, 광역시장, 특별자치시장, 특별자치도지사, 시장 또는 군수)의 정비구역 지정까지 받아야 설립이 가능하기 때문에 이러한 제약이 없는 주택조합과는 그 성질이 다르다.

## 판례
- 인가를 받는 주택조합에서의 주택조합 조합원의 자격기준에 관하여 규정한 구 주택법(2009. 2. 3. 법률 제9405호로 개정되기 전의 것. 이하 ‘구 주택법’이라 한다) 제32조 제5항, 같은 법 시행령(2008. 12. 9. 대통령령 제21159호로 개정되기 전의 것) 제38조 제1항의 규정만으로 자격기준을 갖추지 못한 조합원이 당연히 주택조합 조합원의 자격을 상실한다고 볼 수 없고, 구 주택법 제39조 제1항의 금지규정은 단순한 단속규정에 불과할 뿐 효력규정이라고 할 수 없어 당사자 사이에 이에 위반한 약정을 하였다고 하더라도 그 약정이 당연히 무효라고 볼 수 없다[2]

- 주택조합이 상가 일부 층의 수분양자들과의 사이에 장차 나머지 층을 분양함에 있어 상가 내의 기존 업종과 중복되지 아니하는 업종을 지정하여 분양하여 기존의 영업권을 보호하겠다고 한 약정의 의미는, 주택조합이 상가 일부에 관한 분양계약을 체결함에 있어 단순히 그 수분양자에 대하여 상가 내의 기존 점포의 업종과 다른 영업을 할 것을 구두로 고지하는 정도에 그치지 아니하고, 나아가 그 경업금지를 분양계약의 내용으로 하여 만약 분양계약 체결 이후라도 수분양자가 경업금지의 약정을 위배하는 경우에는 그 분양계약을 해제하는 등의 조치를 취함으로써 그 기존 점포의 상인들의 영업권이 실질적으로 보호되도록 최선을 다하여야 할 의무를 부담한다는 것이다[3].

## 같이 보기
- 재건축조합